# 도난 (홋카이도)
도난 지방(일본어: 道南, どうなん)은 홋카이도의 지역구분으로 홋카이도의 남부를 의미한다.
- 오시마 종합진흥국
- 히야마 진흥국